# Ивановка (Мироновская городская община)
Ива́новка (укр. Іванівка, до 1945 года — Яновка) — село в Мироновской городской общине Обуховского района Киевской области Украины.
Население по переписи 2001 года составляло 1634 человека. Почтовый индекс — 09724. Телефонный код — 4561. Занимает площадь 4,7 км². Код КОАТУУ — 3220681801.

## История
В XIX веке село Яновка было в составе Ольховецкой волости Каневского уезда Киевской губернии. В селе была Михайловская церковь.